# Piotr Bakal
Piotr Jan Bakal (ur. 5 czerwca 1955 w Warszawie) – polski poeta, kompozytor, pieśniarz, organizator koncertów i festiwali, tłumacz i dziennikarz.

## Poezja i piosenka
Debiut poetycki artysty miał miejsce w miesięczniku Poezja we wrześniu 1976 roku. Początkowo współpracował z klubami studenckimi Hybrydy oraz Sigma. Ze swoimi recitalami objechał niemal wszystkie festiwale poświęcone piosence literackiej i poezji śpiewanej. W 1978 r. w Hybrydach zainicjował Ogólnopolski Przegląd Piosenki Autorskiej, którym przez kilka lat kierował.
W latach 1983–84 był redaktorem magazynu piosenki studenckiej „Ballada”. W 1986 roku był twórcą Klubu Literacko Muzyczny Ballada, który w 1995 r. został przekształcony w stowarzyszenie. Zasiadał w jury wielu przeglądów i festiwali piosenkarskich w Polsce i za granicą.
Sześć lat przebywał we Francji, gdzie kontynuował działalność artystyczną. Brał udział w licznych francuskich festiwalach piosenki, m.in. Printemps de Bourges '88, Journées Internationnales Georges Brassens '89 w Sète. W Châteauroux założył stowarzyszenie Les Oiseaux de Passage w ramach którego organizował koncerty i międzynarodowy festiwal piosenki Croche Pied '91 i '92.
W 1993 roku powrócił do Polski. W 1997 ukazała się jego pierwsza płyta pt. Obłoki. W tym samym roku Bakal reaktywował Ogólnopolski Przegląd Piosenki Autorskiej - OPPA (od 2006 roku pod nazwą Międzynarodowy Festiwal Bardów), w którego ramach organizował recitale Paolo Contego (1997), Georges'a Moustakiego (1998) i Lluisa Llacha (1999).
Ponadto współorganizował warszawskie koncerty Enzo Enzo, Maxime'a Le Forestier, Anny Prucnal (1997-1998) i współtworzył programy telewizyjne dla TVP1: Spotkanie z Enzo Enzo, Spotkanie z Maximem Le Forestier, Spotkanie z Patricią Kaas i dla TVP2: „Spotkanie z Georges’em Moustakim”.
Był pomysłodawcą i dyrektorem festiwali: Augustowskie Noce Z Balladą (1996-97) i Balladowe Nocki Nad Neckiem (1999-2001). W 2000 r. został członkiem komisji artystycznej, scenarzystą i reżyserem koncertu Debiuty 37. Krajowego Festiwalu Polskiej Piosenki Polskiej w Opolu. W 2002 r. nagrał swój drugi album Rozmnażanie zer.
W latach 2000–2012 (czerwiec-maj) był członkiem Zarządu Związku Polskich Autorów i Kompozytorów ZAKR (od maja 2008 do września 2009 sekretarz generalny), w 2024 został nowym przewodniczącym ZAKR. W latach 2004–2005 był dyrektorem Międzynarodowego Festiwalu Piosenki MALWY, w lipcu 2005 r. jurorem i gościem Międzynarodowego Festiwalu Sztuki Słowiański Bazar w Witebsku. Jest członkiem Międzynarodowej Federacji Organizatorów Festiwali FIDOF.
W grudniu 2007 opublikował monografię klubu „Hybrydy” pt. Hybrydy 50 lat! Zawsze piękni, zawsze dwudziestoletni. Wspomnienia. Wystąpił w Operze Leśnej w Sopocie w międzynarodowym koncercie Sopot Bards Meeting (2008) i na festiwalu Ballads of Europe w Niepołomicach (2009).
W listopadzie 2009 r. wydał książkę z płytą pt. Pamiętam tamte mewy...- Tomek Opoka poświęconą życiu i twórczości pieśniarza T. Opoki. W 2012 r. jako kierownik artystyczny i redaktor współpracował przy wydaniu podobnego wydawnictwa dotyczącego twórczości Karola Płudowskiego pt. „Taka piosenka”.
W listopadzie 2013 r. ukazała się jego trzecia płyta autorska pt. Od słowa do słowa.
Jest „Szarym Łosiem Giełdowym” Ogólnopolskiej Turystycznej Giełdy Piosenki Studenckiej.

## Dziennikarstwo
W latach 1985–1987 prowadził cotygodniową audycję Śpiewać Poezję w Programie 3. Polskiego Radia. Pisał również artykuły, wywiady i recenzje m.in. dla pism Politechnik, ITD i Magazyn Muzyczny – Jazz.
Podczas pobytu we Francji pracował dla paryskiego Radia Solidarność.
W latach 1995–1997 był autorem programu Bulwar Piosenki Francuskiej w Polskim Radiu Bis.

## Dyskografia
- 1997: Obłoki (Warner Music Poland)
- 2002: Rozmnażanie zer (SLM Ballada i Polskie Radio)
- 2013: Od słowa do słowa (SLM Ballada)
- 2017: Fais Gaffe Aux Paroles (Uważaj na słowa) (SLM Ballada)
- 2019: nie tylko Lato z komarami (SLM Ballada)
- 2020 Było, co było (SLM Ballada)

## Nagrody i odznaczenia
- Nagroda ZAiKS-u za popularyzację polskiej twórczości rozrywkowej (2017)[2]
- Srebrny Medal „Zasłużony Kulturze Gloria Artis” (2017)[3]
- Srebrny Krzyż Zasługi (2021)[4]